# Scogliere di Moher

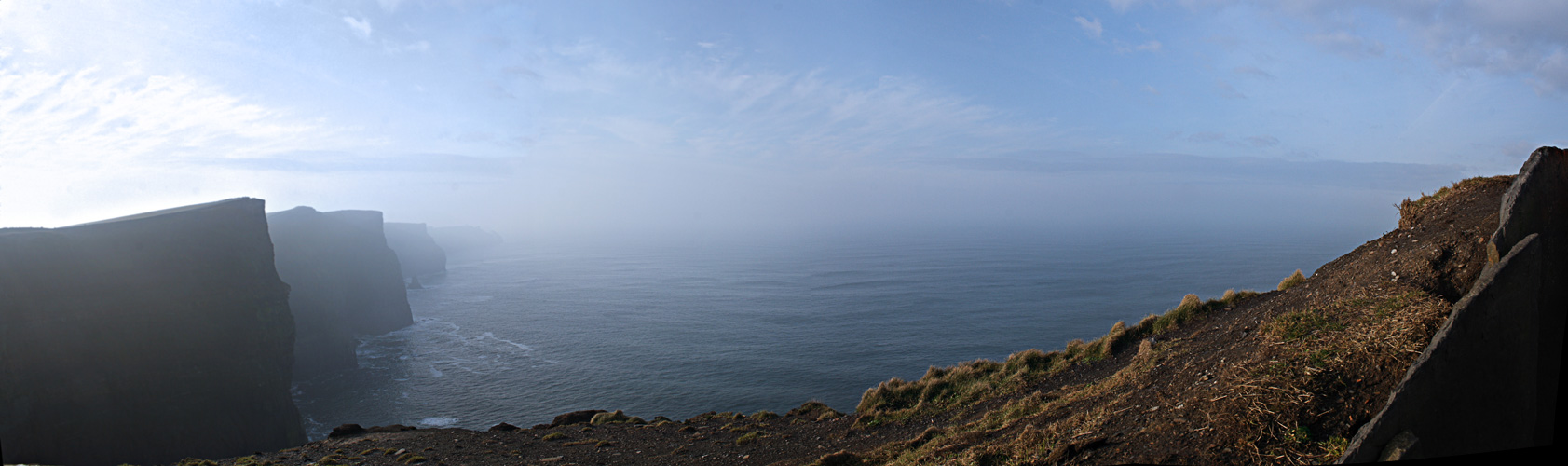
Panoramica verso sud e Capo Hag

Le Scogliere di Moher (Aillte an Mhathair, che significa "scogliere della rovina", in gaelico irlandese e, spesso non tradotto, Cliffs of Moher in inglese) sono impressionanti e suggestive scogliere a picco sul mare situate vicino al villaggio di Doolin sulla costa occidentale del Clare, contea della Repubblica d'Irlanda.
Meta turistica celebrato in tutto il mondo, è uno dei luoghi più visitati dell'isola d'Irlanda. Il punto più alto delle scogliere, che sono lunghe circa otto chilometri, raggiunge i 217 metri d'altezza sull'Oceano Atlantico, mentre la propaggine più meridionale, "Hag's Head" ("Capo della Strega") "scende" a 120 metri.
Nonostante siano un luogo altamente turistico e ben attrezzato con centro visitatori e parcheggio gestito dalla Shannon Heritage (che gestisce anche la torre O'Brien, un piccolo edificio su una parte della scogliera), ci sono numerosi sentieri non chiusi che entrano in proprietà private e che passano spesso sul precipizio, regolarmente battuti dai visitatori quantunque sia formalmente vietato. L'accesso non richiede alcun tipo di biglietto, tranne che l'ingresso alla torre di O'Brien. È possibile percorrerle tutte seguendo il percorso battuto a strapiombo sull'oceano.

## Posizione

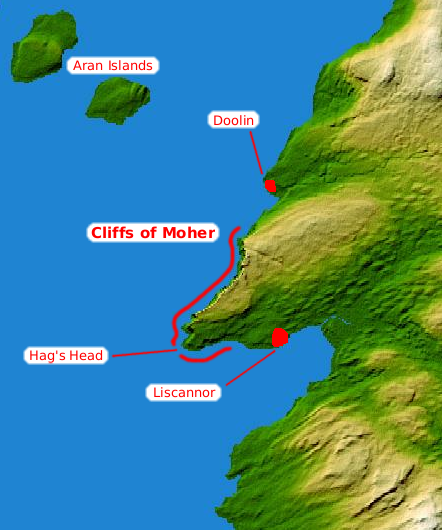
Collocazione geografica delle Scogliere

Le scogliere sono situate sulla parte nord-occidentale della costa del Clare, in piena Irlanda occidentale. Possono essere raggiunte via automobile da Galway percorrendo la strada del Burren che passa per Lisdoonvarna fino a Doolin e di lì la stradina panoramica, dato che il villaggio è poco prima delle falesie, oppure dalla strada proveniente da Liscannor (da cui arrivano le strade principali da Ennis e Kilkee).

## Morfologia

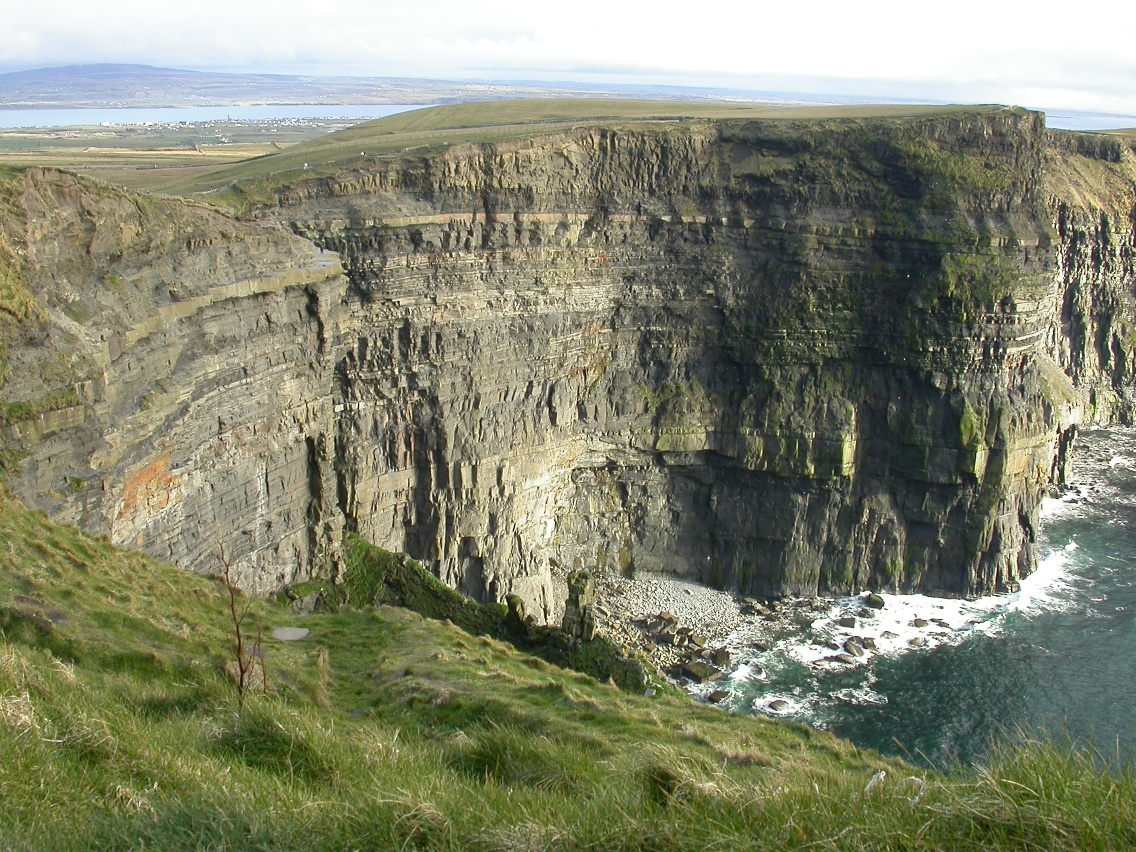
Panoramica da Knockardakin, il punto più alto; sono evidenti gli strati geologici della parete

Le pareti delle scogliere sono formate da strati di roccia scistosa, arenaria e roccia sedimentaria formatasi fra le due precedenti. Il taglio netto del terreno mostra una panoramica della formazione geologica durata milioni di anni, con lo strato più antico in fondo, a ridosso del mare. Il sentiero che parte da Doolin e che fa compiere la scalata completa è un autentico viaggio all'interno dell'evoluzione del suolo angloamericano
Il punto più alto, con 214 metri di precipizio, è Knockardakin, poco a nord-est della O'Brien Tower, nient'altro che il punto più alto di una serie di colline che l'erosione di milioni di anni ha tagliato nel lato occidentale. Nella parte settentrionale le scogliere sono orientate verso nord-ovest, con il precipizio girato verso sud-est.
Gli strati di arenaria, molto più resistenti degli altri terreni presenti all'erosione, sporgono in vari tratti paragonati agli altri strati e formano anche, proprio vicino alla torre, una terrazza naturale dalla quale molti si affacciano, sfidando le vertigini.
Le rocce, anche se oggi si trovano a 200 metri d'altezza, erano una volta, almeno fino a 300 milioni di anni fa, un fondale marino, formate dal deposito del delta di un fiume.
Nella parte più bassa, dunque sui fondali, il deposito di sabbia, limo e argilla costituisce lo strato più retrodatato, mentre i terrazzamenti in arenaria caratterizzano univocamente le scogliere di Moher.

## Punti di interesse

### La O'Brien's Tower
Al centro di uno degli speroni rocciosi più alti è situata la O'Brien's Tower, una torre circolare in pietra di due piani costruita nel 1835 da Sir Cornellius O'Brien, presunto discendente di Brian Boruma, come osservatorio per i già numerosi visitatori del tempo: dalla torre possono essere individuati vari siti famosi irlandesi, come le isole Aran (facilmente individuabili anche dalle scogliere), la baia di Galway e le montagne Maumturk nel Connemara.
Edificio molto semplice e di dimensioni contenute, presenta un connubio di due strutture cilindriche, una delle quali più piccola, entrambe a pianta circolare, articolate su tre piani, finestrate e merlate in cima. All'interno ospita un negozietto di souvenir e dei cannocchiali per i panorami. Nell'estate del 2006 l'accesso alla torre è stato chiuso temporaneamente per lavori di ristrutturazione, causando non poco disappunto fra i turisti.
Sempre O'Brien fu l'ideatore della O'Brien Tower che fece costruire per far colpo sulle signore in vista, e la leggenda narra che le signore venivano attirate e inseguite intorno alla Torre per essere baciate da Sir Cornellius sotto l'archetto, con la scusa che portasse fortuna; da allora c'è l'usanza di fare due giri di corsa intorno alla torretta e passare sotto l'archetto perché porta appunto fortuna, e ancora oggi questo rito viene ripetuto da molti turisti.

### Breanan Móre Giant's Cave
Breanan Mór è il piccolo, se tale si può definire, sperone roccioso a punta, isolato dal resto della scogliera, probabilmente derivato dal risultato di un crollo della parete della scogliera in tempi lontani (oggetti simili sono facilmente riscontrabili in Irlanda anche a Downpatrick Head e Kilkee). 
Situato proprio davanti alla falesia sulla quale è stata costruita la O'Brien's Tower, è alto circa 70 metri e spesso avvicinato dalle barche turistiche che partono da Doolin per visitare le scogliere dal mare.
Le stesse barche spesso conducono i turisti a un altro punto abbastanza vicino al Breanan Mór, formato da una serie di grotte marine scavate dal mare all'interno di varie falesie, tra le quali spicca la "Grotta del Gigante" (Giant's Cave), un'impressionante cavità alta circa 100 metri, molto più delle altre, e ben visibile dalla torre.

### Worm trail
Camminando dal centro visitatori fino al punto panoramico, è possibile notare delle lastre di pietra molto piatte che costeggiano il sentiero. I segni che le caratterizzano, a forma di serpentina, sono tracce del passaggio di alcuni animali invertebrati di 320 milioni di anni fa, alla ricerca di cibo in quello che a quel tempo era fango.
A poche centinaia di metri, su un vasto tavolato di arenaria sporgente, per cui abbastanza pericoloso, ci sono forme nere di circa 2 cm, ovvero fossili di Goniatitida, un gruppo animale sottomarino che a quel tempo nuotavano nell'Oceano.

### Centro visitatori e sfruttamento turistico

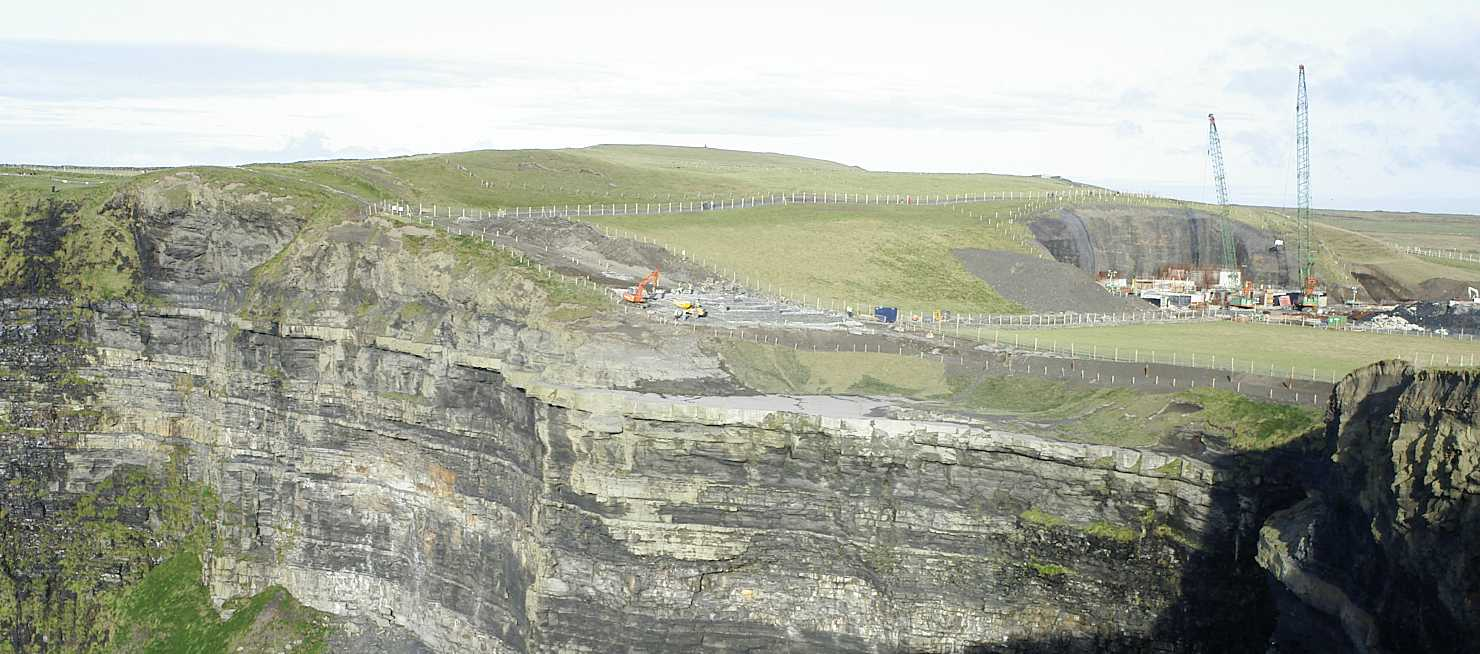
Sommità delle scogliere durante i criticati lavori di costruzione del centro visitatori (2005 circa)

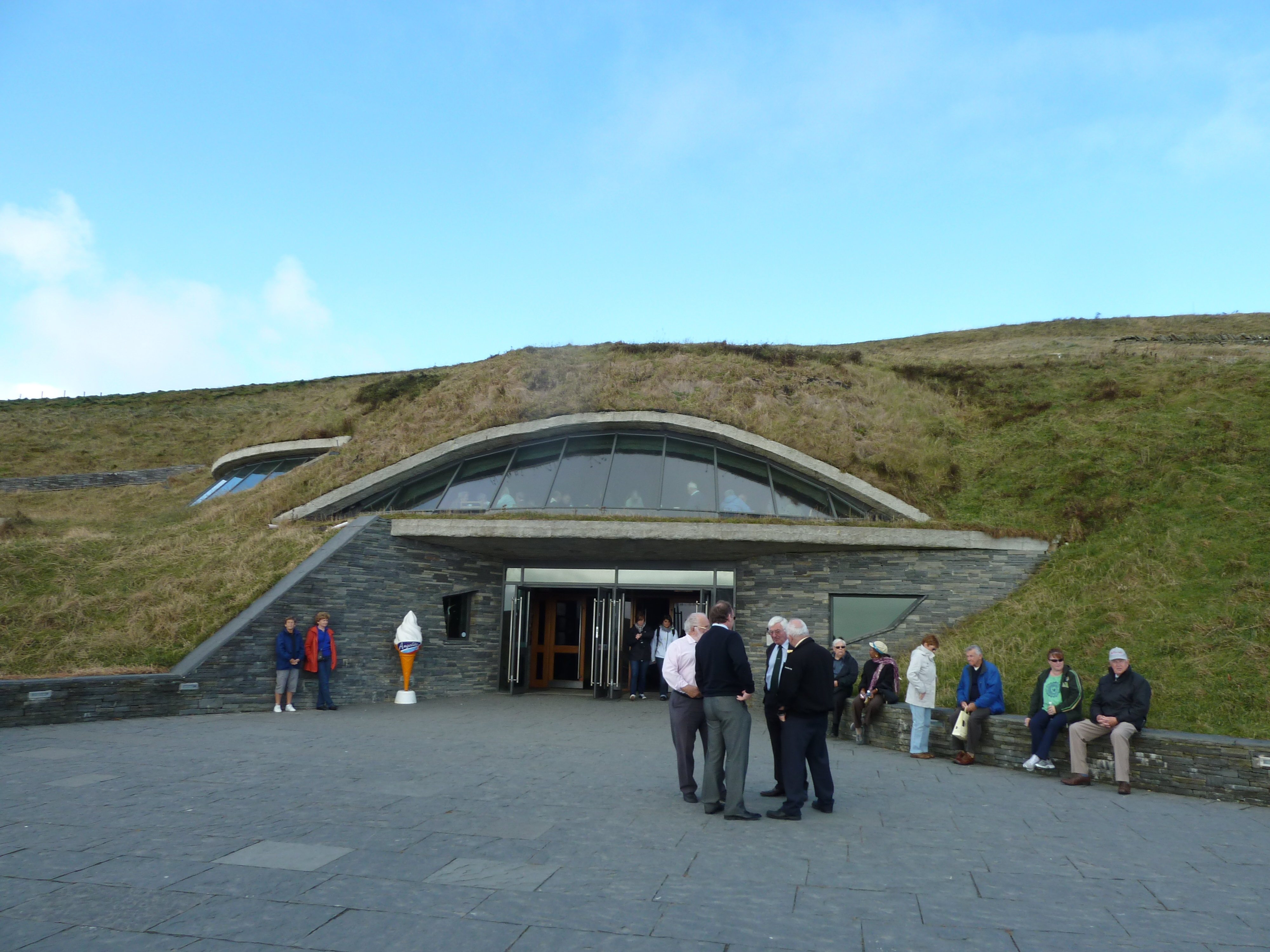
Ingresso del Centro Visitatori

Le Scogliere di Moher possono essere visitate dai turisti sia in cima che per mare: in quest'ultimo caso è possibile prendere una nave turistica che parte regolarmente, Oceano permettendo, dal caratteristico porto di Doolin e naviga dal villaggio fino alla parte centrale, avvicinando le grotte e il Breanan Mor.
La cima delle falesie, invece, è raggiunta da pullman che partono da Galway e altre località vicine o, ovviamente, via automobile.
Essendo un'attrazione turistica notevole, già da inizio anni novanta è presente sul luogo un centro visitatori con parcheggio, gestito dalla società Shannon Heritage. Dal 2005 è stato aperto un cantiere per un nuovo centro visitatori dalla concezione molto moderna, una sorta di bunker poco invasivo situato all'interno di una delle colline che precipitano in mare, che è stato ultimato nel 2008. Questo però ha comportato la demolizione del vecchio centro, spostato dall'altra parte della strada, con conseguente installazione di un semaforo a luci gialle e incolonnamento di automobili, nonché la chiusura del tratto più selvaggio e apprezzato della scogliera.
In merito al nuovo centro visitatori sono sorte notevoli polemiche da parte di molta gente, oltre che il disappunto di parecchi visitatori, specialmente i più appassionati d'Irlanda e dei suoi paesaggi selvaggi. Parte dell'opinione pubblica, già colpita dal fatto che per costruire il nuovo centro è stata rimossa una considerevole parte della collina, ritiene un notevole peggioramento le curate scalinate allestite sulla torre, che priverebbero le scogliere della loro naturalezza, così come disprezzano il notevole sfruttamento turistico derivato dagli alti costi di parcheggio, del passaggio forzato nei negozietti e del contrasto che provocano queste strutture con il paesaggio circostante.
Nell'estate del 2006 è stata chiusa la scalinata per la torre e riaperto il sentiero meridionale. Nel febbraio 2007 è stato, infine, inaugurato il nuovo centro con una cerimonia che ha previsto anche la presenza del Taoiseach Bertie Ahern.

## Flora e fauna

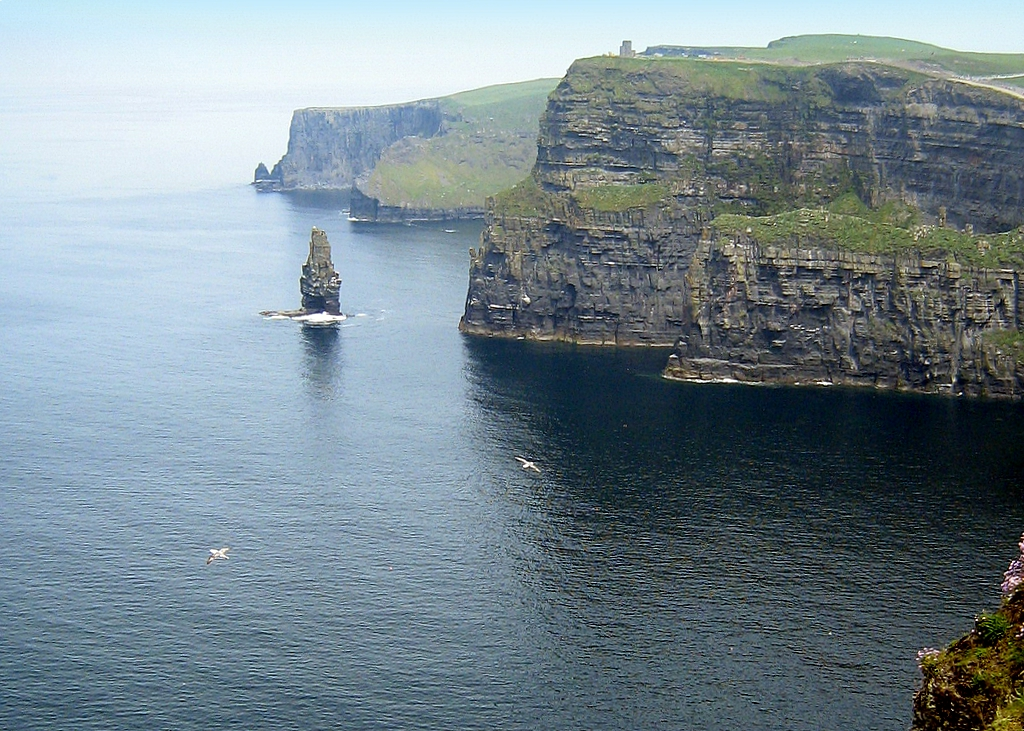
Panoramica verso nord; visibili il prato verde anche nelle pareti verticali, gabbiani in volo ed erica

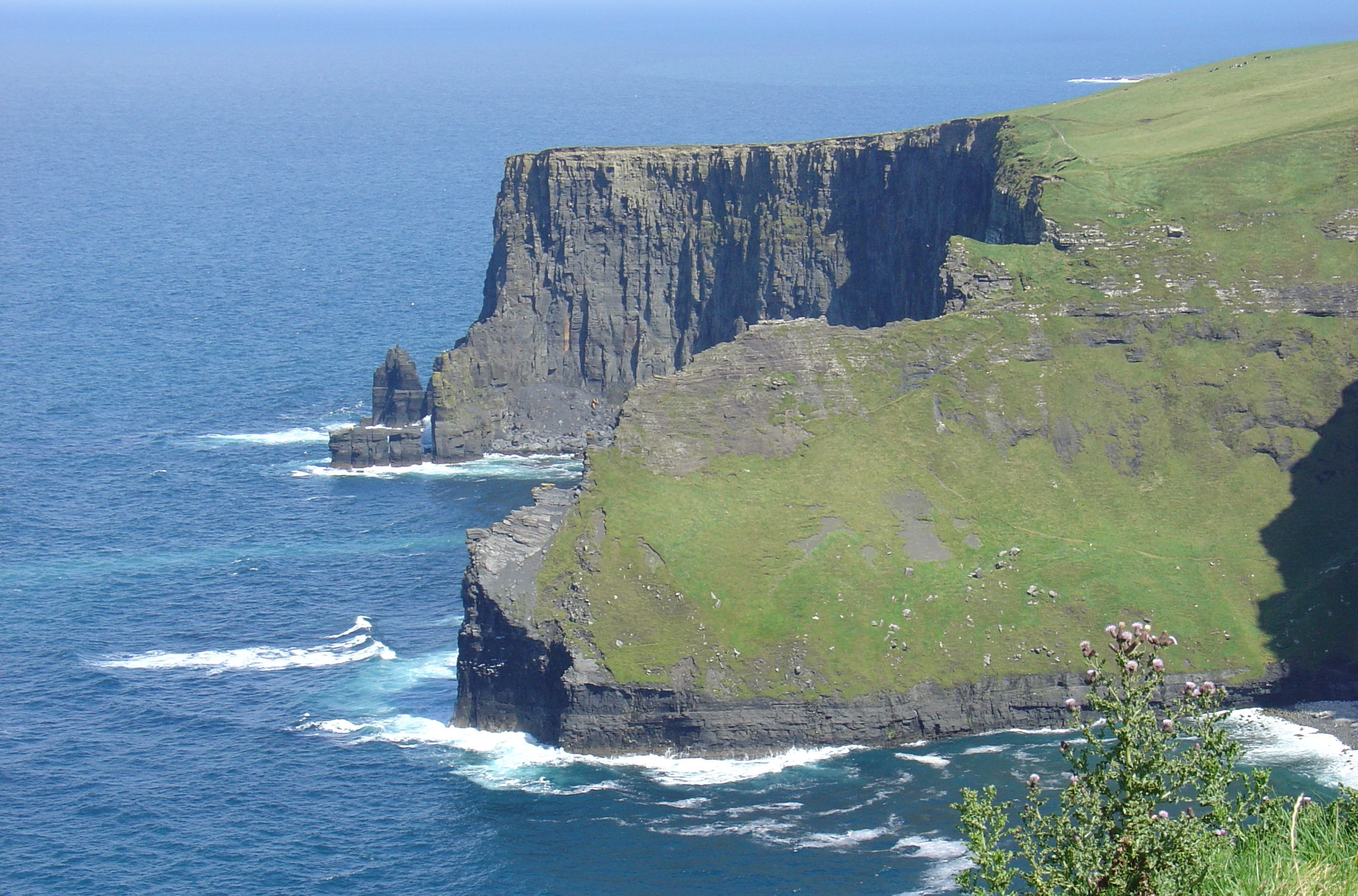
Parete settentrionale

Di notevole interesse, tra le tante cose che offrono le Scogliere di Moher, è la fauna che popola le scogliere, prevalentemente uccelli che raggiungono annualmente i 30.000 esemplari e si articolano in 29 specie: tra questi spiccano le celebri pulcinelle di mare, (1.365 individui) sparse nelle parti più isolate e ammassate in colonie sulla piccola e limitrofa Goat Island, sono presenti anche varie specie di gabbiano, fregata, cormorano e anche piccoli falchi.
La sommità delle scogliere è quasi sempre totalmente ricoperta da un soffice manto erboso, spesso costellato di piccoli fiori gialli e rosati.

## Miti comuni e cultura
Sebbene siano molto vicine alla suggestiva regione del Burren e per certi versi ne facciano un po' da confine, le Scogliere di Moher non ne fanno parte come molti asseriscono, sia geograficamente come posizione, che morfologicamente, dato che il calcare, elemento assolutamente dominante e caratteristico del distretto confinante, non figura minimamente sulle pareti rocciose delle falesie.
A dispetto del fatto che siano le più celebri e visitate, in realtà le Cliffs of Moher non sono, come molti immaginano o vengono erroneamente a sapere, le scogliere marine più alte, né d'Europa, né d'Irlanda: il record spetta diffusamente, infatti, in entrambi i casi, alle connazionali Slieve League, nel Donegal, alte tre volte tanto, nonché di fatto alle scogliere di Croaghaun su Achill Island, sconosciute a causa della loro remota accessibilità. In realtà, dalle recenti misurazioni, Croaghaun vanta il record dell'isola irlandese, ma segue in seconda posizione Capo Enniberg sulle Isole Fær Øer per quello europeo. Al contrario, le famose Bianche scogliere di Dover in Inghilterra, non sono più alte come altri credono, non raggiungendo nemmeno la metà dell'altezza delle Scogliere di Moher.
A loro è dedicata una canzone degli Orphanage intitolata proprio Cliffs of Moher, mentre vengono citate come "le maestose scogliere di Moher" anche dai Modena City Ramblers in Celtica Patchanka.
Le scogliere di Moher sono state riprese in un film del 1986, La storia fantastica (The Princess Bride), dove erano chiamate il "Dirupo della Follia" e sono apparse anche in uno dei film della celebre saga di Harry Potter, precisamente nel film Harry Potter e il principe mezzosangue.

## Letteratura
Alle scogliere di Moher è ambientata parte del libro di Francesco Memoli, Dal verde chiaro al verde scuro - Le conseguenze dell'Irlanda, Edizioni Miele, 2012, pp. 220. ISBN 978-88-6332-127-2

## Galleria d'immagini

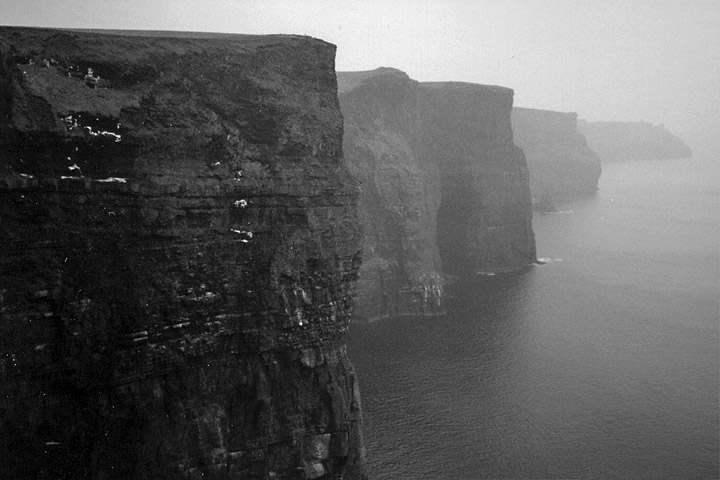
Scatto in bianco e nero con foschia
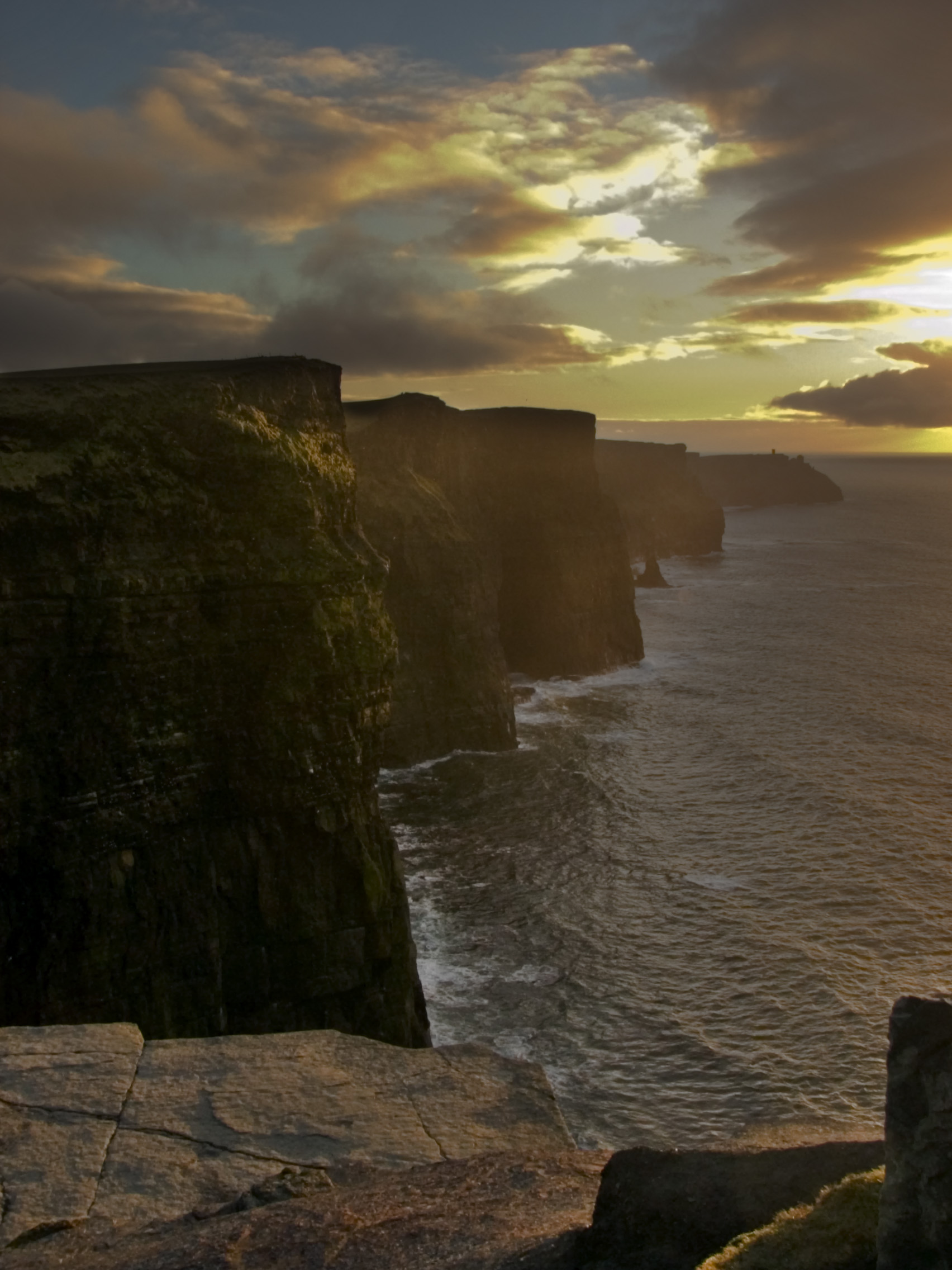
Suggestiva foto al tramonto
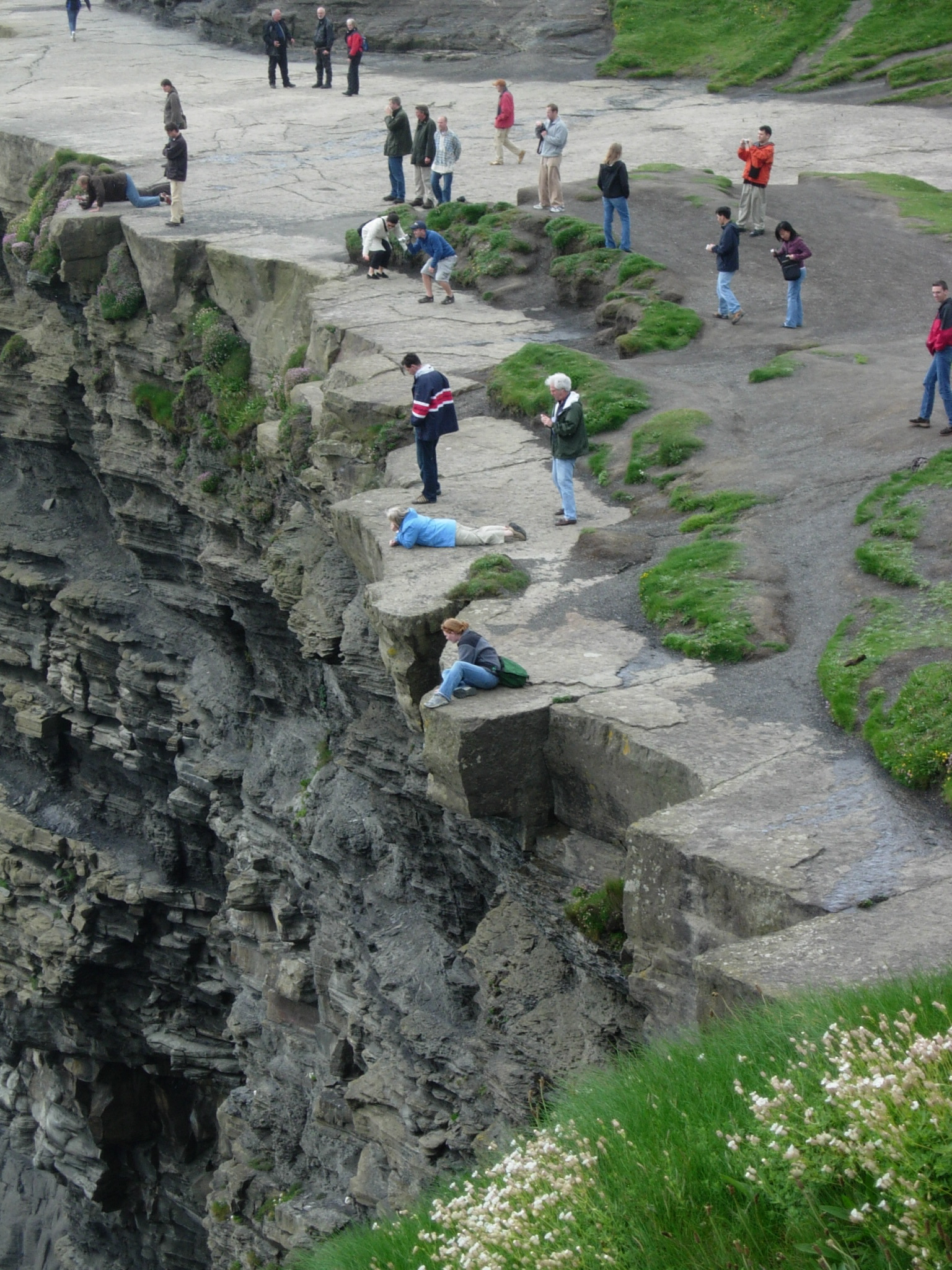
Nel 2005, turisti arditi si affacciano sulla grossa loggia naturale, impresa oggi non permessa dagli addetti alla sicurezza
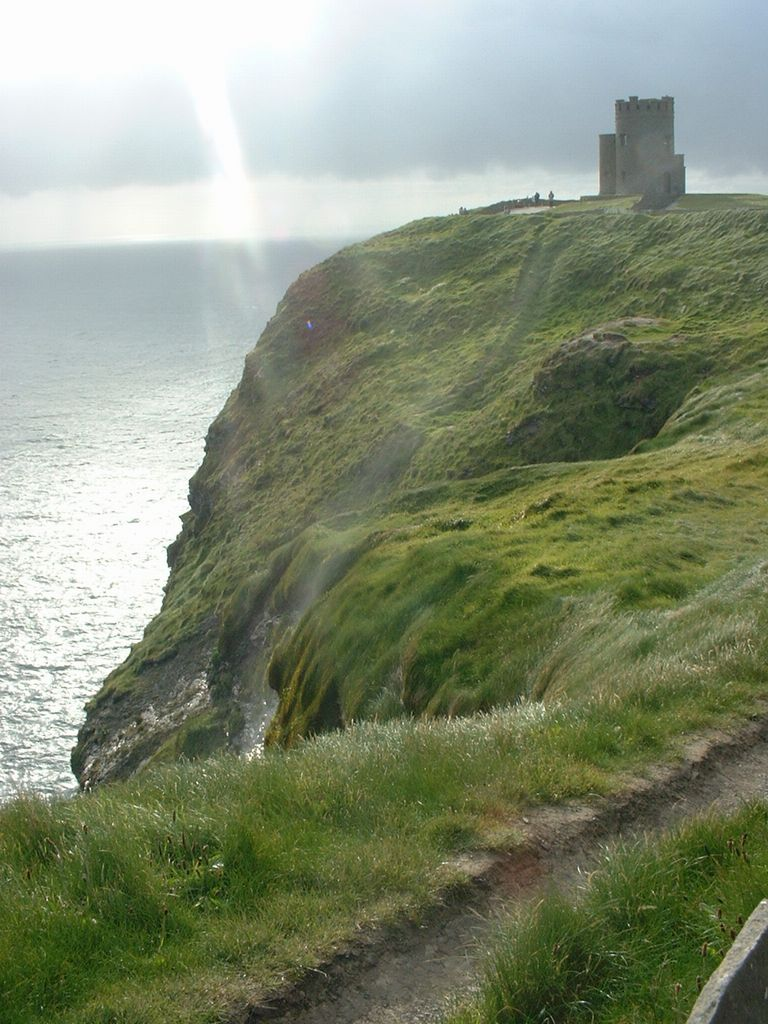
Riflessi di luce sul mare con la Torre di O'Brien
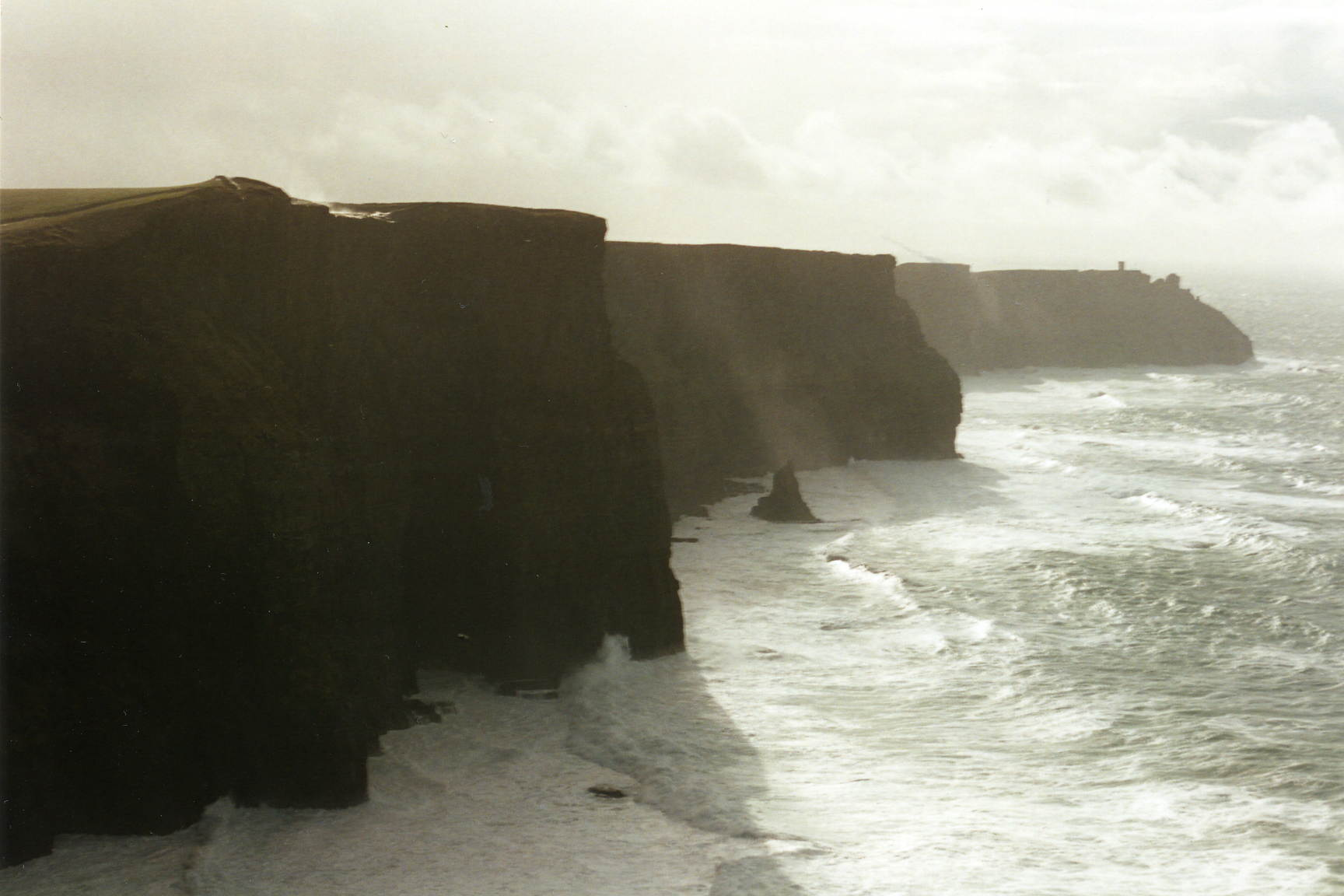
Zona meridionale in una giornata ventosa
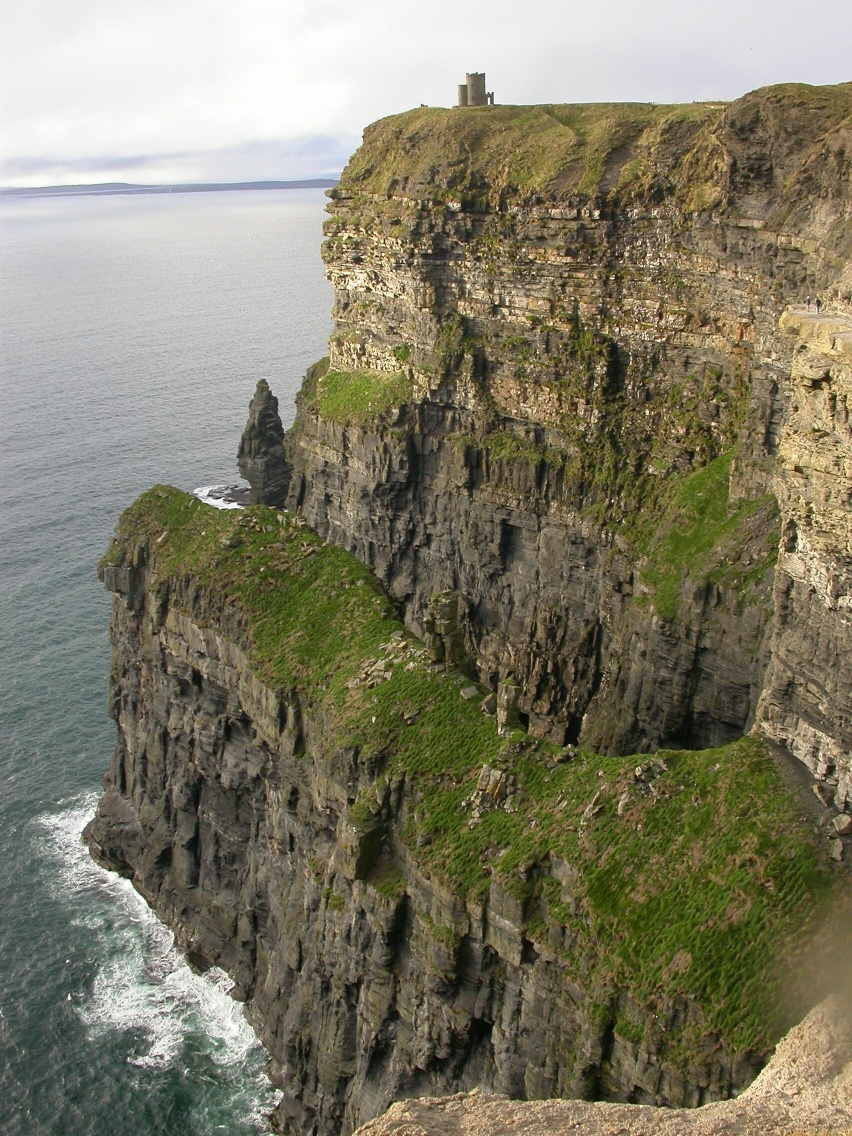
Lo sperone centrale con la torre e le isole Aran in lontananza
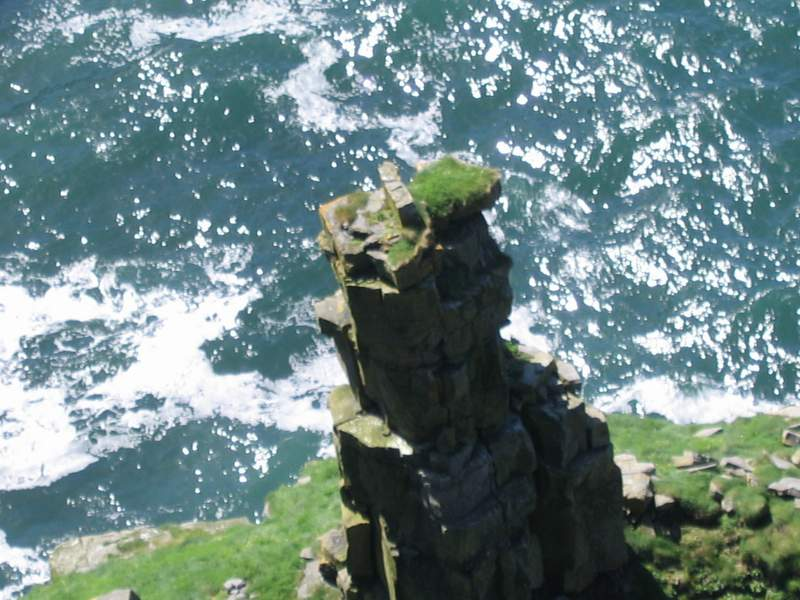
Conformazione rocciosa
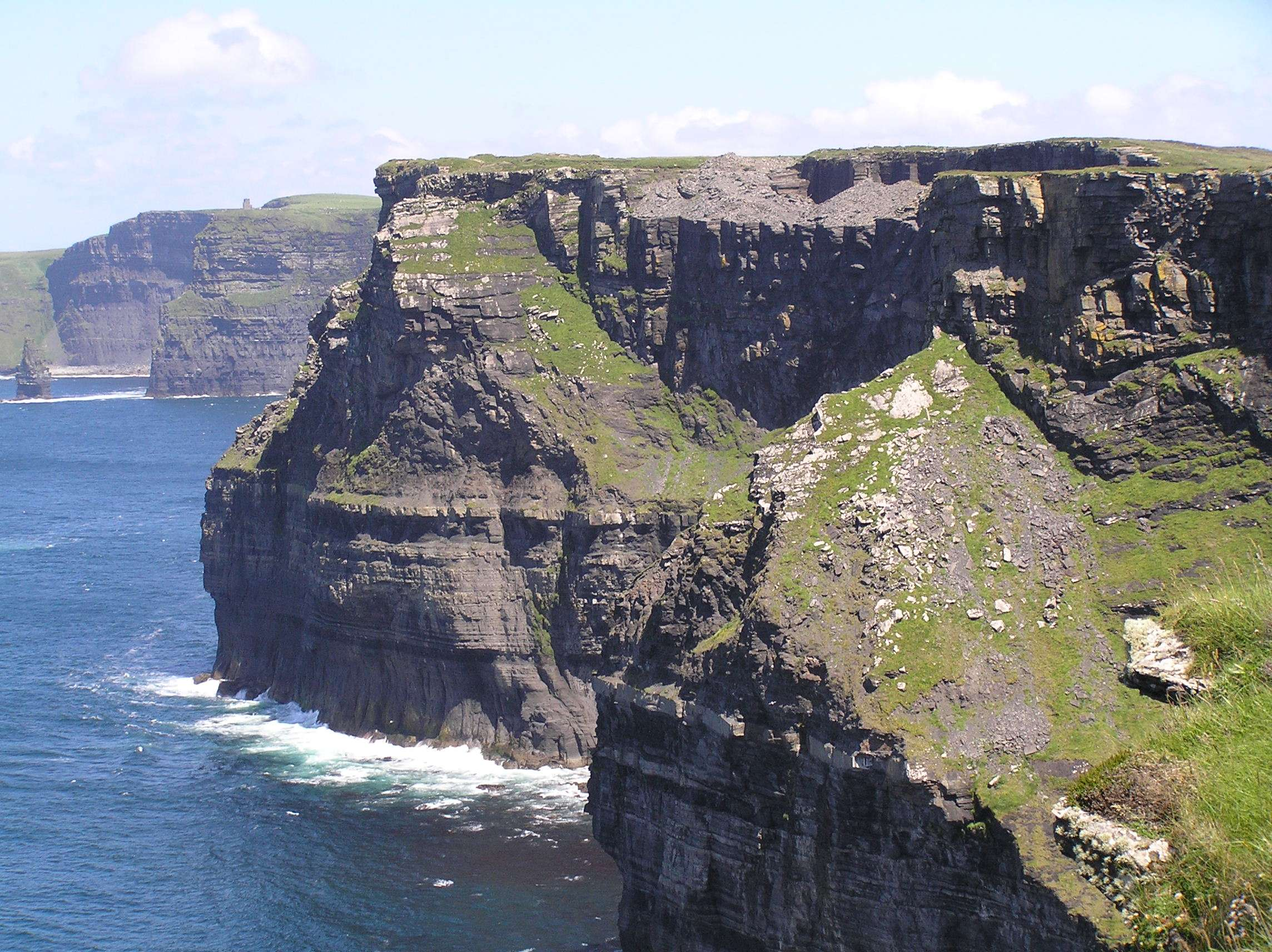
Vista verso nord
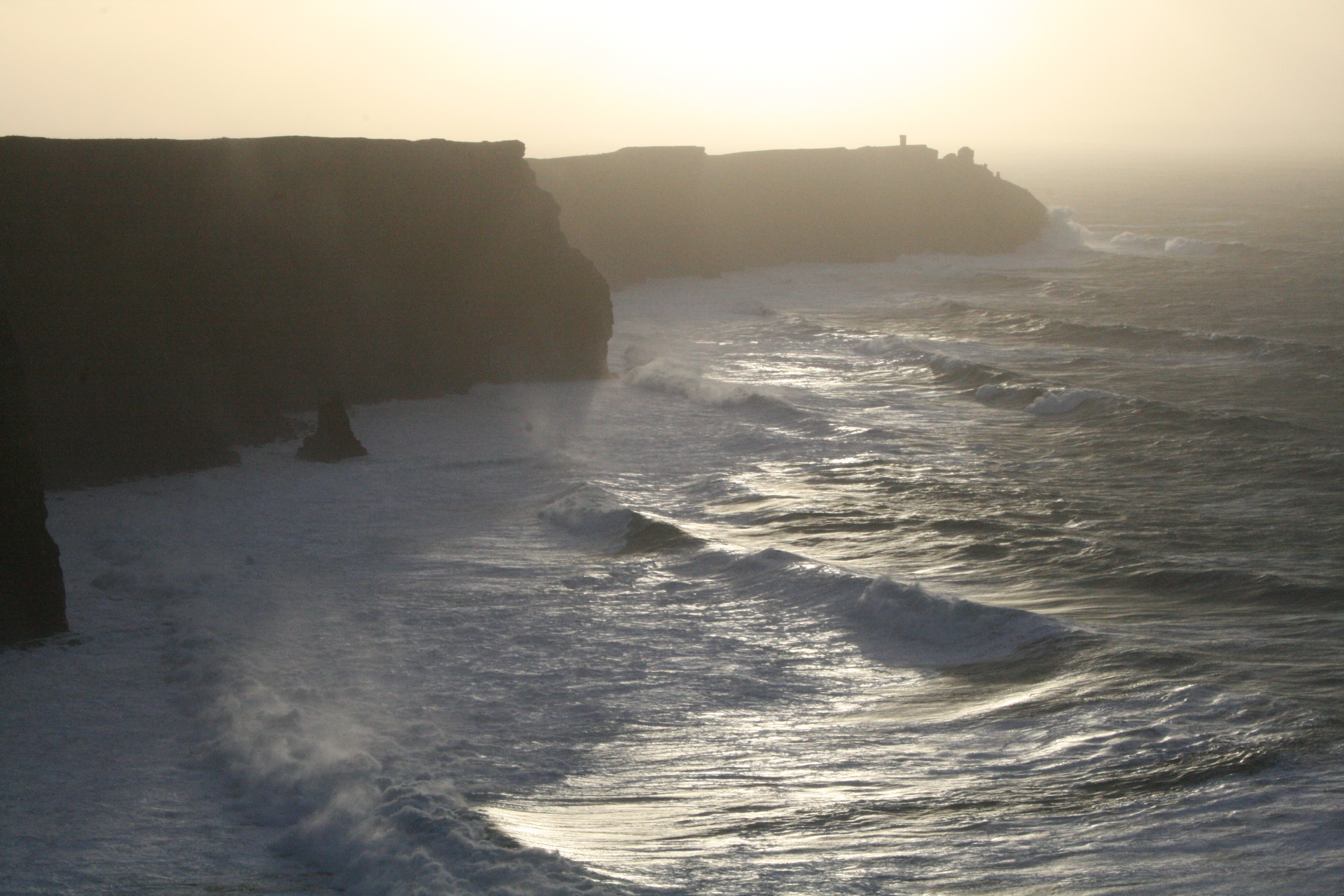
Fotografia scattata in un giorno ventoso di dicembre al tramonto
Grafico che paragona le Cliffs of Moher ad altre scogliere europee
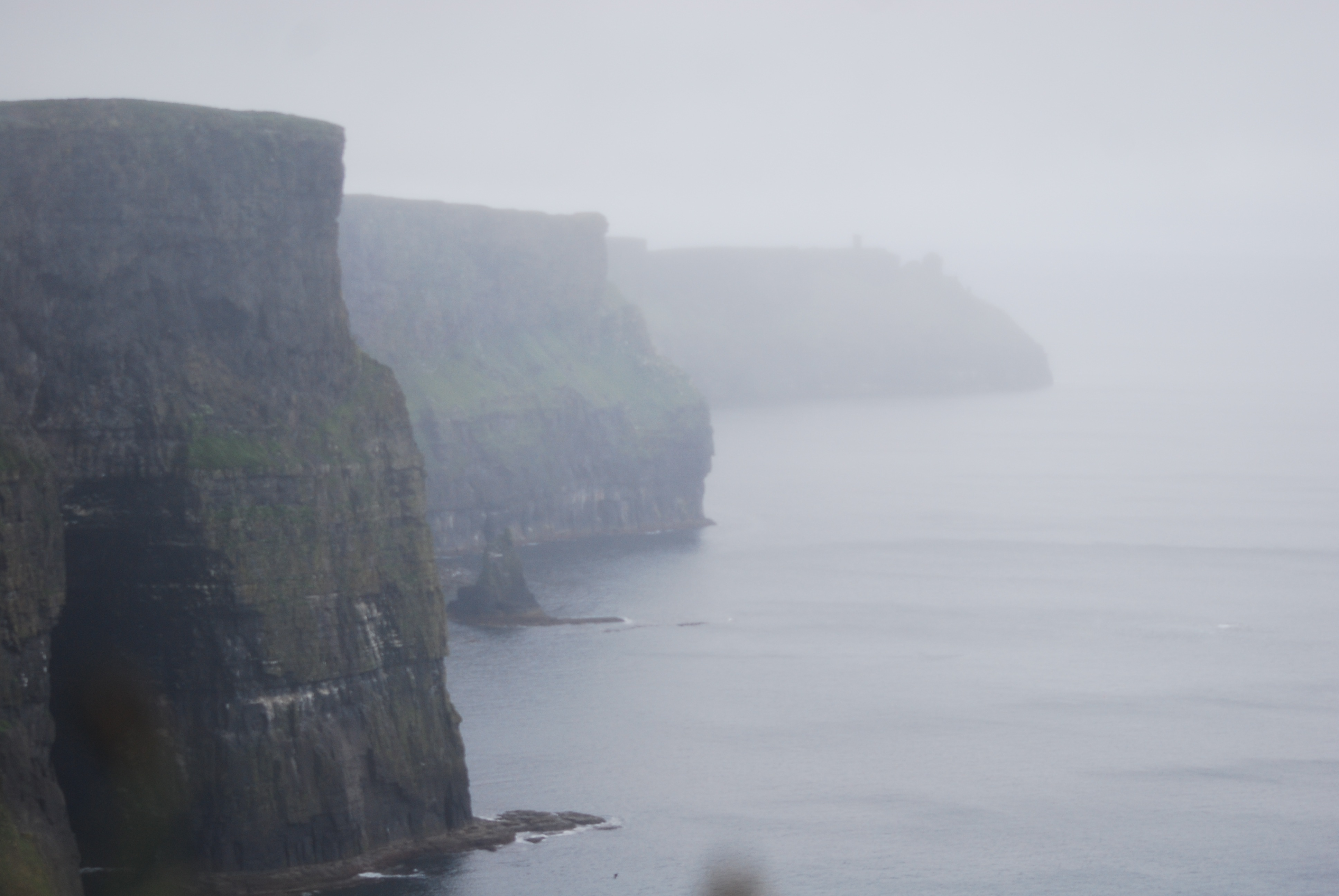
Foto delle scogliere